# Гражданин Влапко

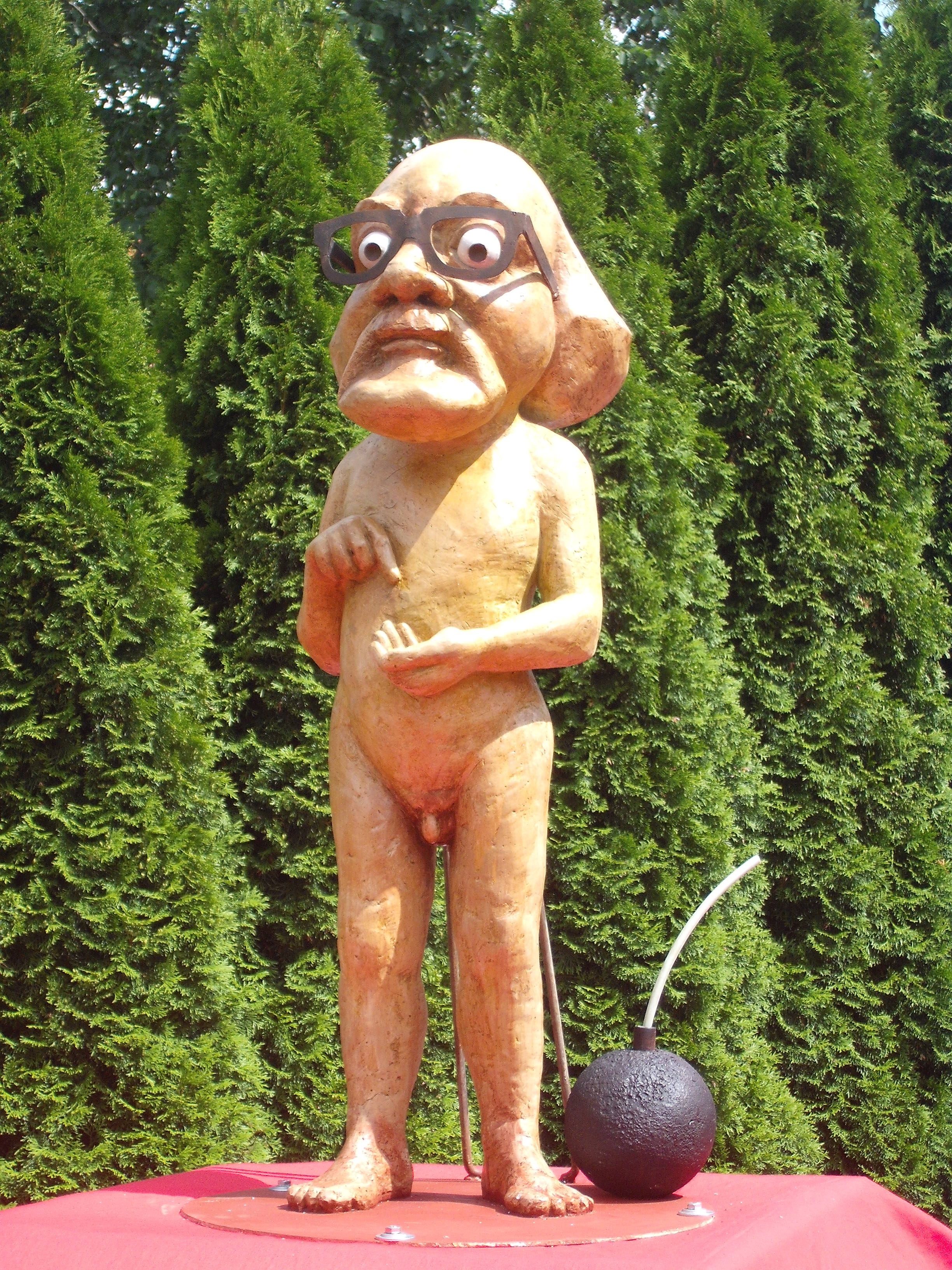
Гражданин Влапко — символ коррумпированного чиновника

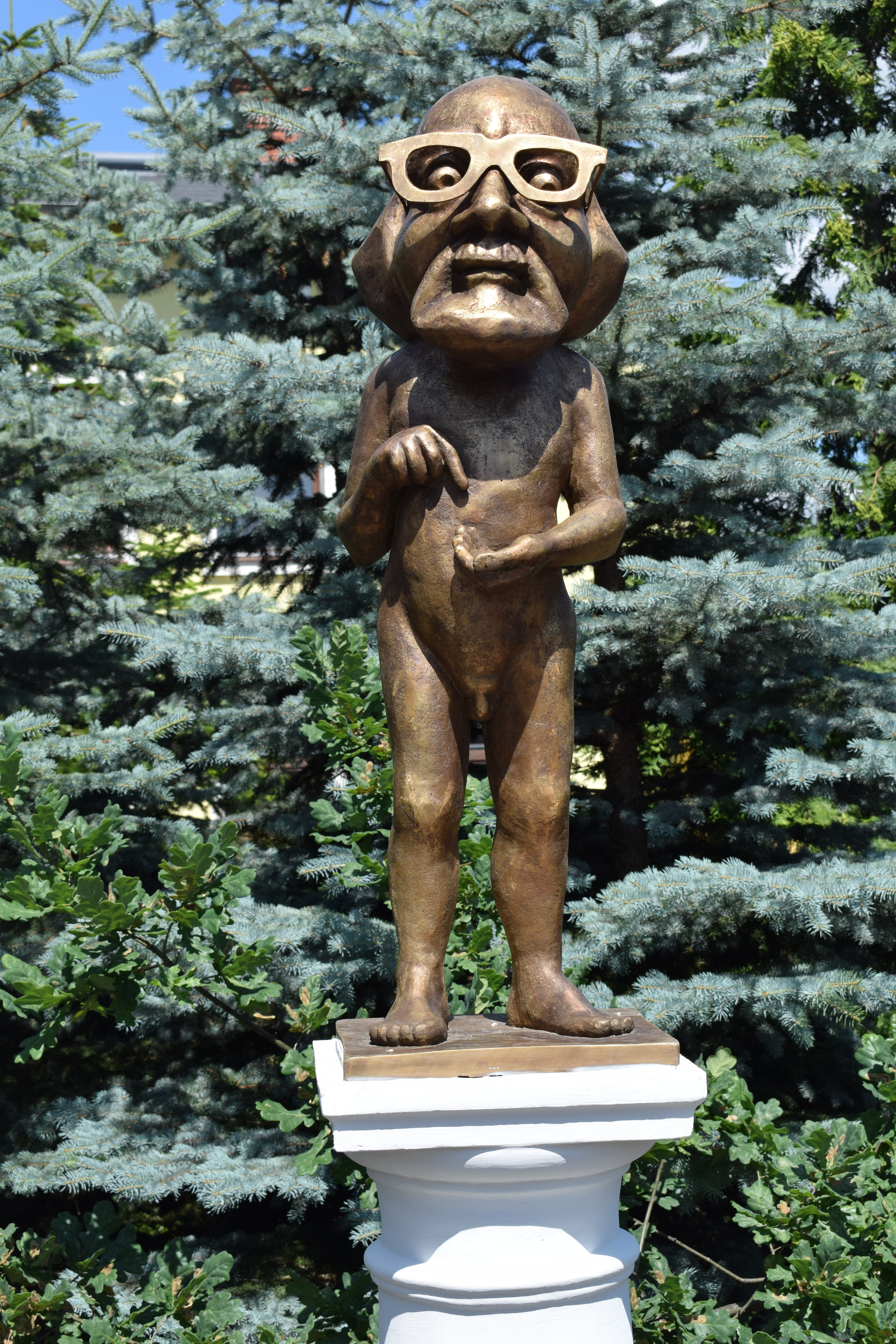
Памятник Гражданину Влапко в Оссoвекской автономии

Гражданин Влапко (пол.  Obywatel Włapko) — символ коррумпированного чиновника, усложняющего людям жизнь . Скульптура, сатирическая фигурка, изображает обнаженного мальчика с головой зрелого мужчины в очках, с усами и бородой, с руками, расположенными таким образом, что он указывает пальцем правой руки в ладонь левой руки, как будто прося кого-то дать ему что-то для него. Её высота 1,10 м. В левой ноге бомба, символизирующая взрывоопасность, а нагота символизирует всю неприкрытую правду.
Автор скульптуры — скульптор из Щецинeка Веслав Адамский. Сатирическая фигурка впервые была выставлена во время хэппенинга 25 июня 2015 года в Щецинeке, а затем посетила многие города по всей Польше .
Социальный комитет по строительству памятника Гражданину Влапко был создан в Щецинeке, целью которого является возвести памятник в городском пространстве .
Во время заседания городского совета в Щецинeке ажиотаж вызвал плакат с изображением гражданина Влапко, который при поддержке советника Анджея Гробельного передал мэру советник Яцек Павлович. За плакат, который он не принял, мэр подал в суд на членов совета .
Также в Щецинeке городской реставратор, чувствуя себя лично оскорбленным сходством скульптуры с самим собой, напал на автора перед его квартирой и избил его .
21 июня 2019 года председатель Социального комитета по строительству памятника гражданину Влапко Збигнев Евгений Климович официально открыл памятник на территории Оссoвекской автономии в городском пространстве Щецинека. Бронзовая скульптура выполнена скульптором Ромуальдом Вишневским. Памятник является собственностью жителей города Щецинек — подчеркнул председатель комитета, пригласив их на фотосессии.

## Галерея

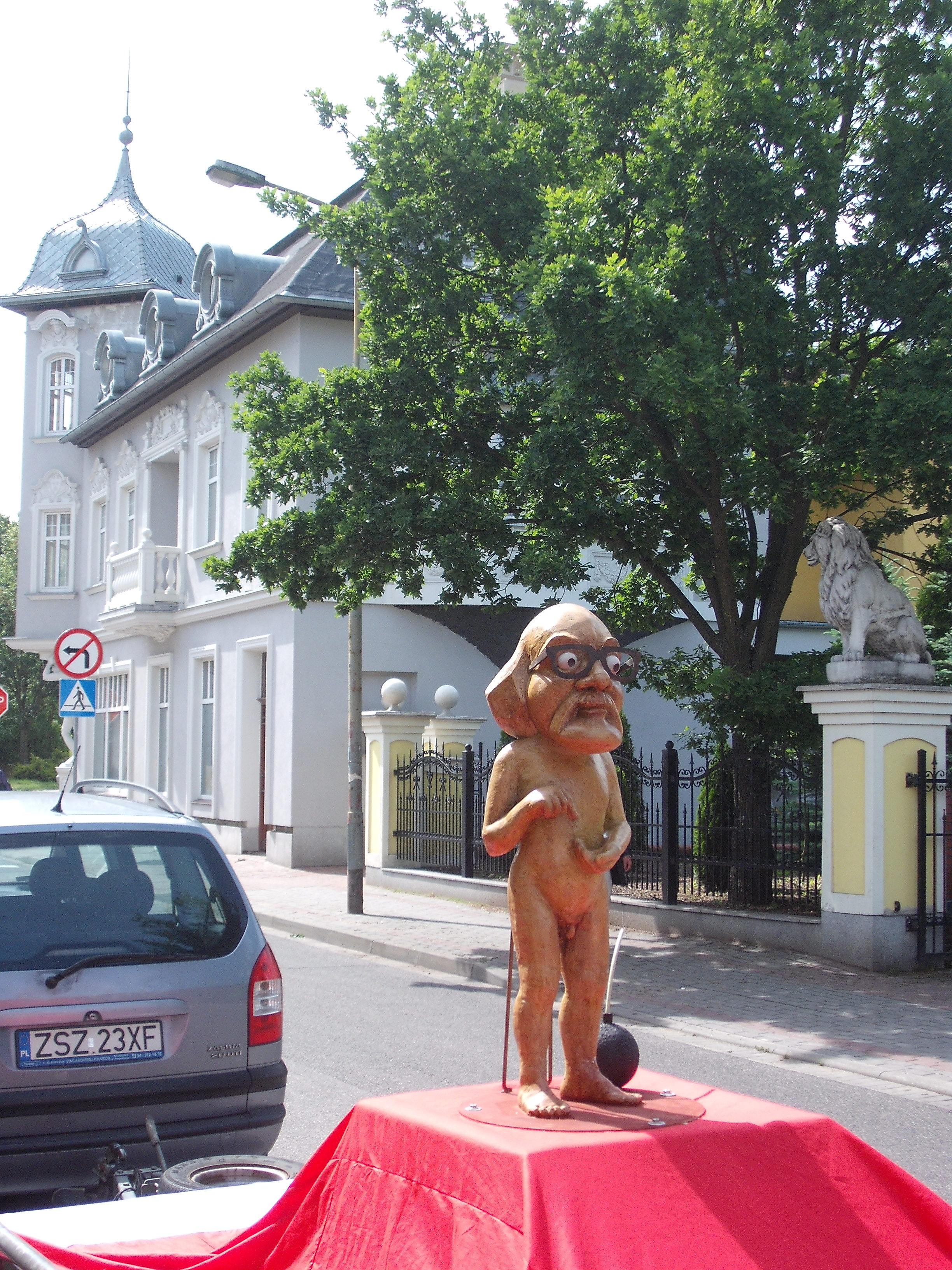
Гражданин Влапко - происходит в Щецинeке, Польша
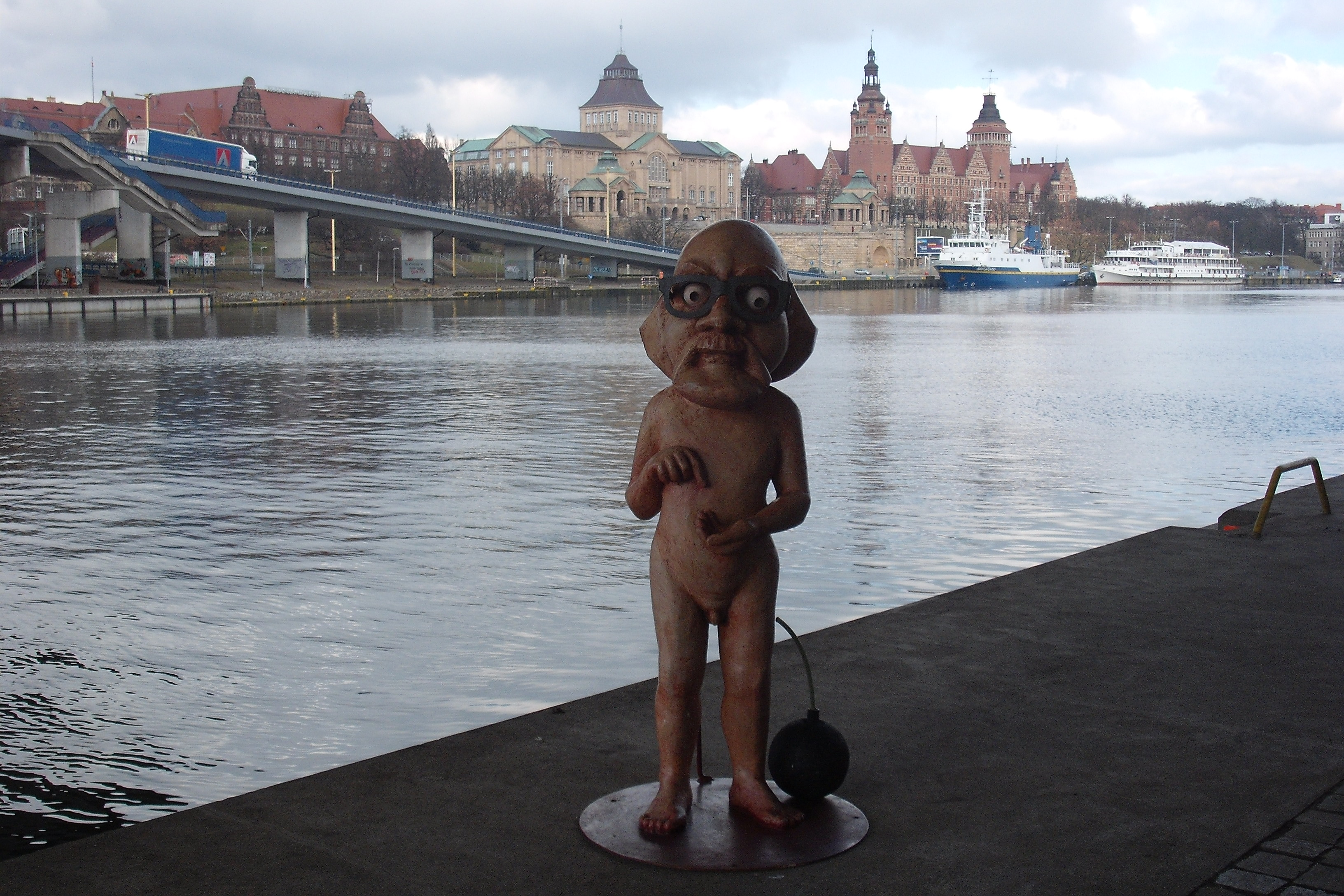
Влапко в Щецин, Польша
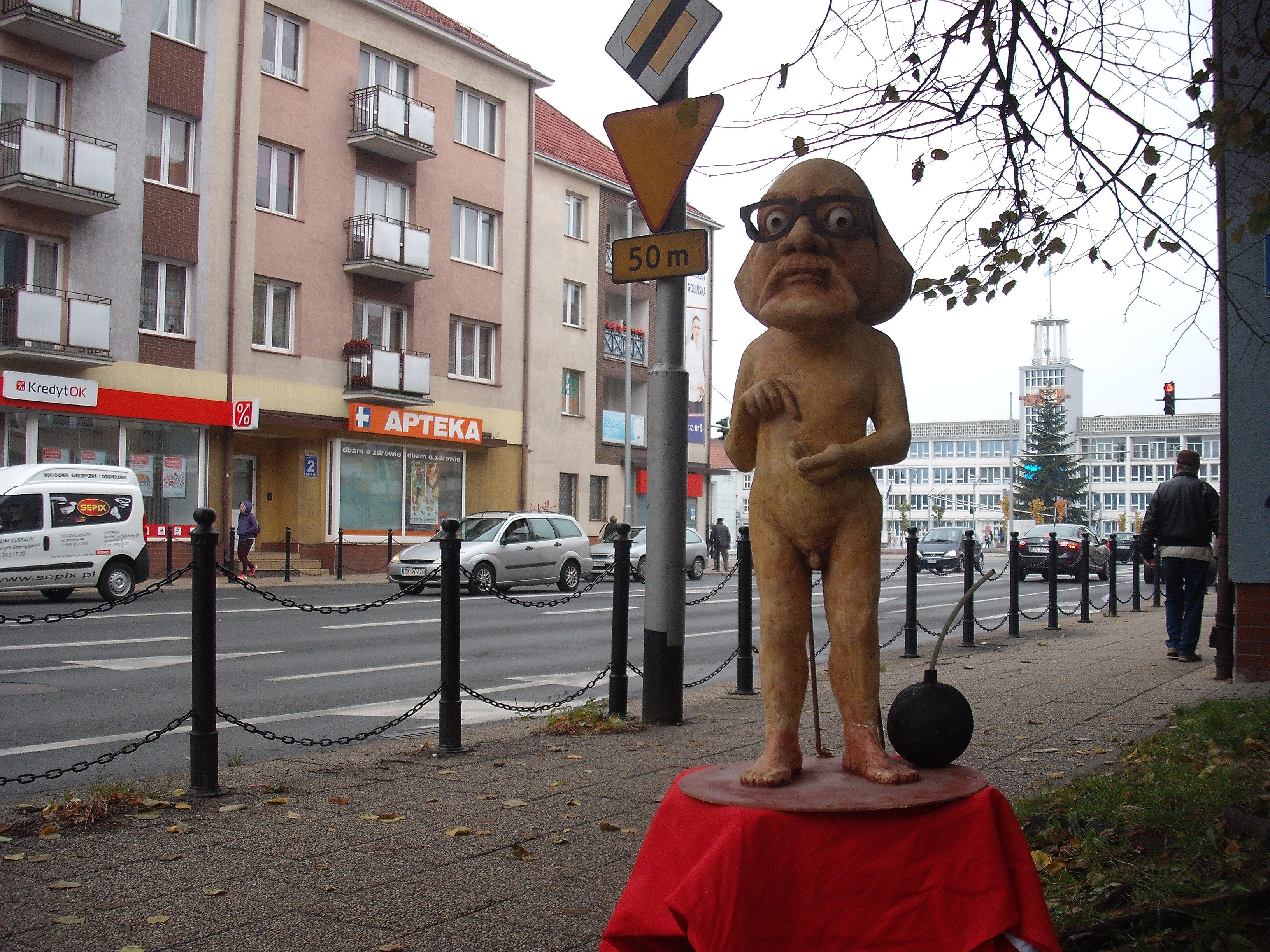
Влапко в Кошалин, Польша
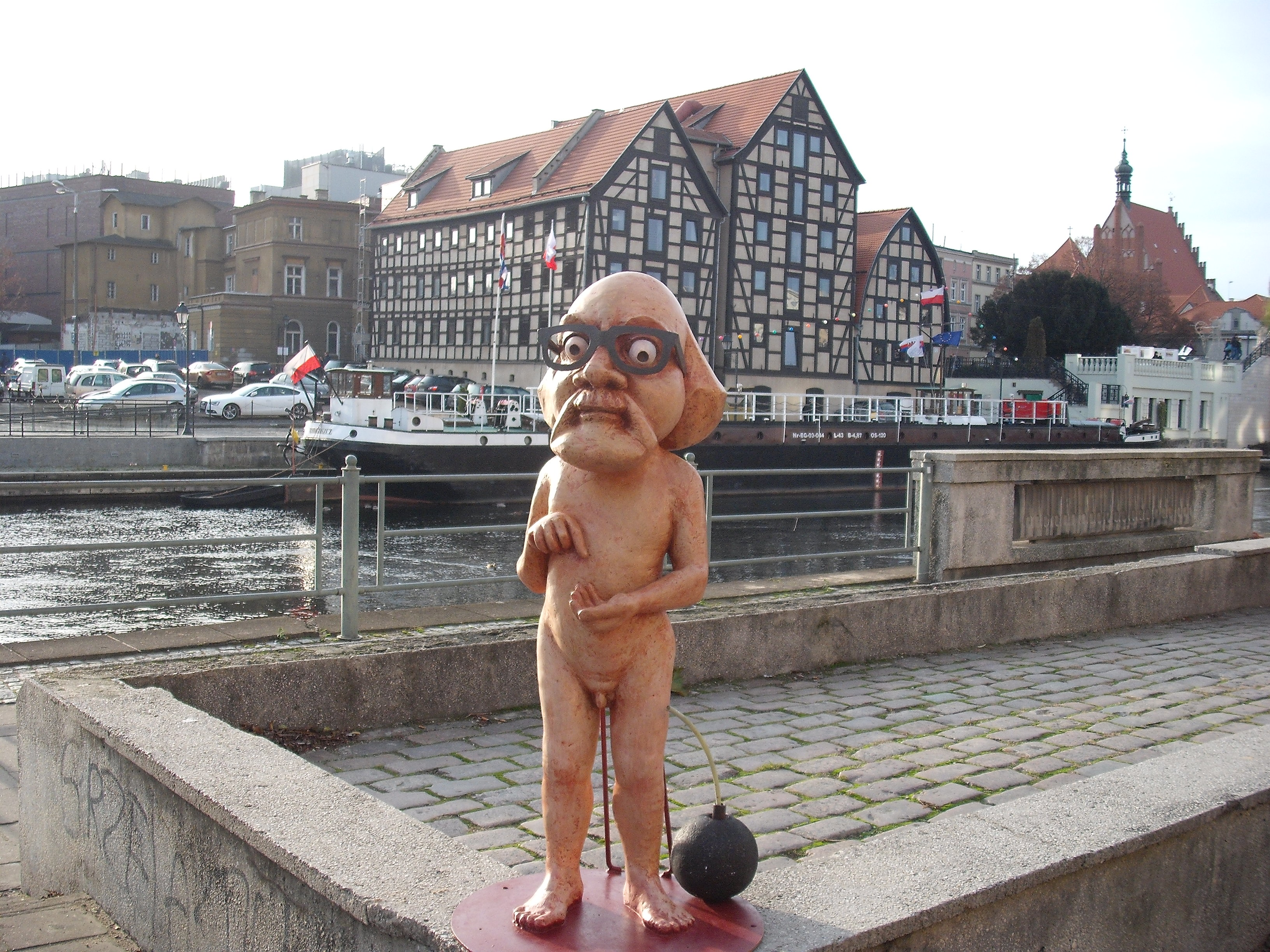
Влапко в Быдгоще, Польша
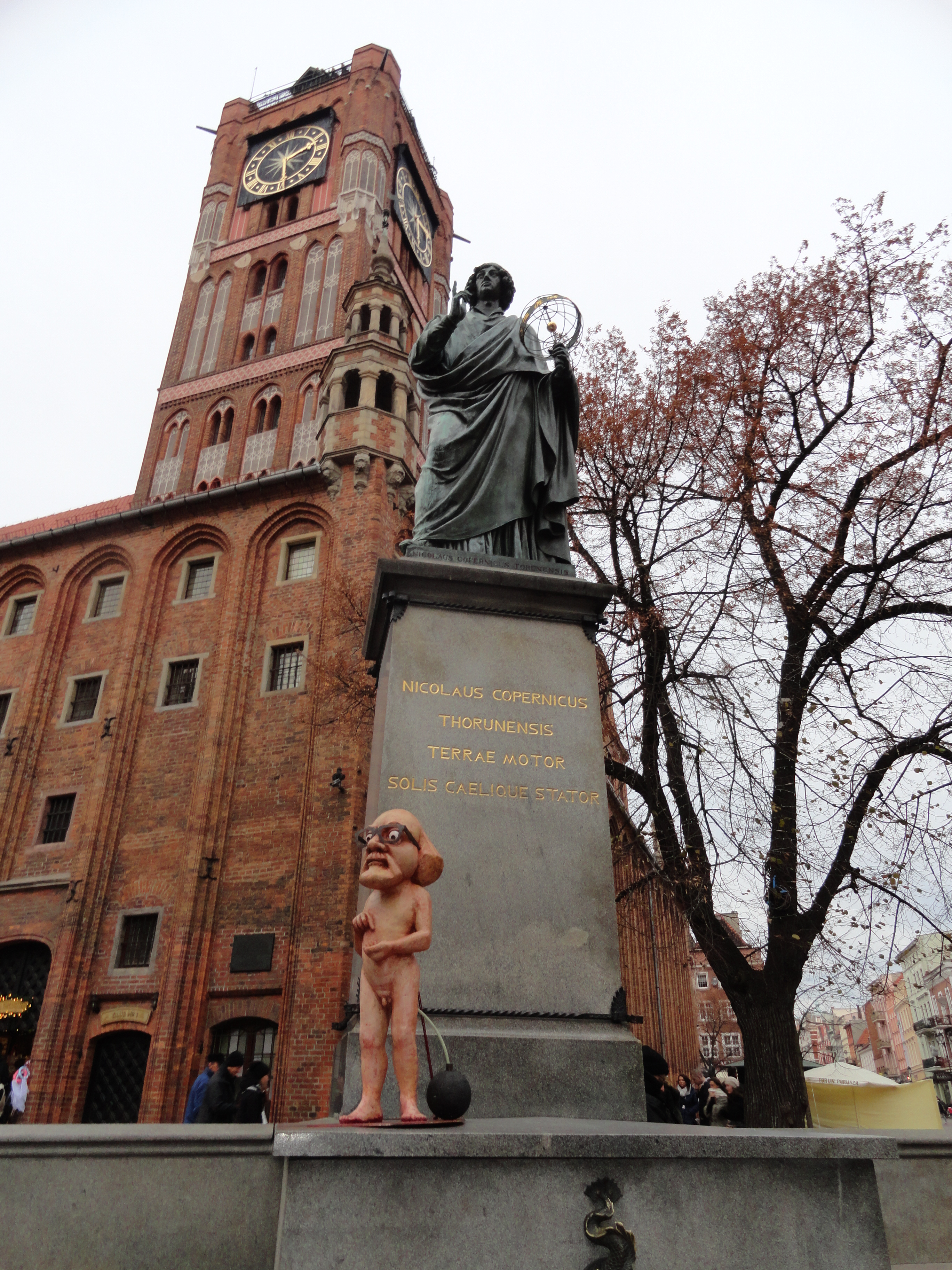
Влапко в Торунь, Польша
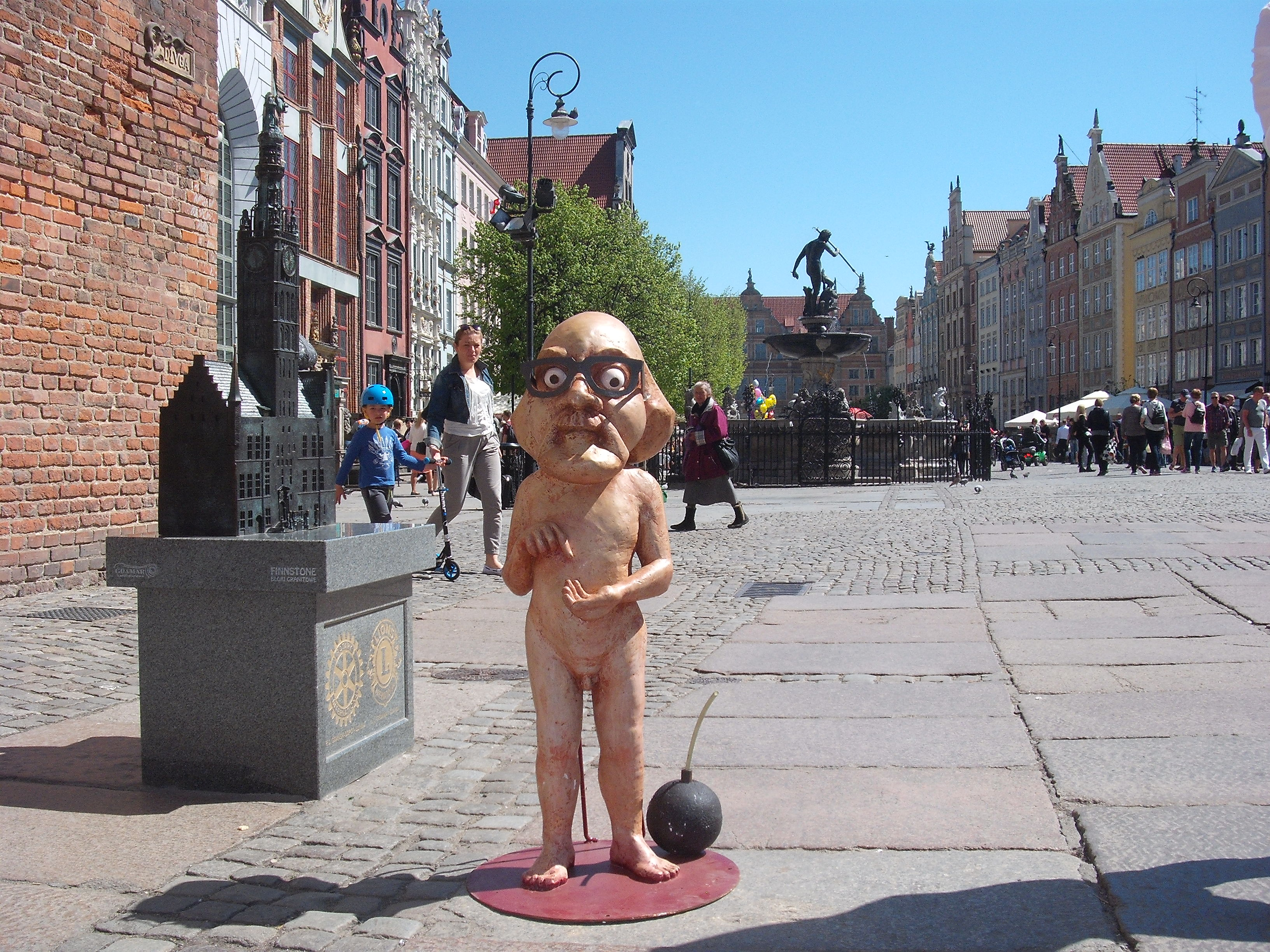
Влапко в Гданьске, Польша
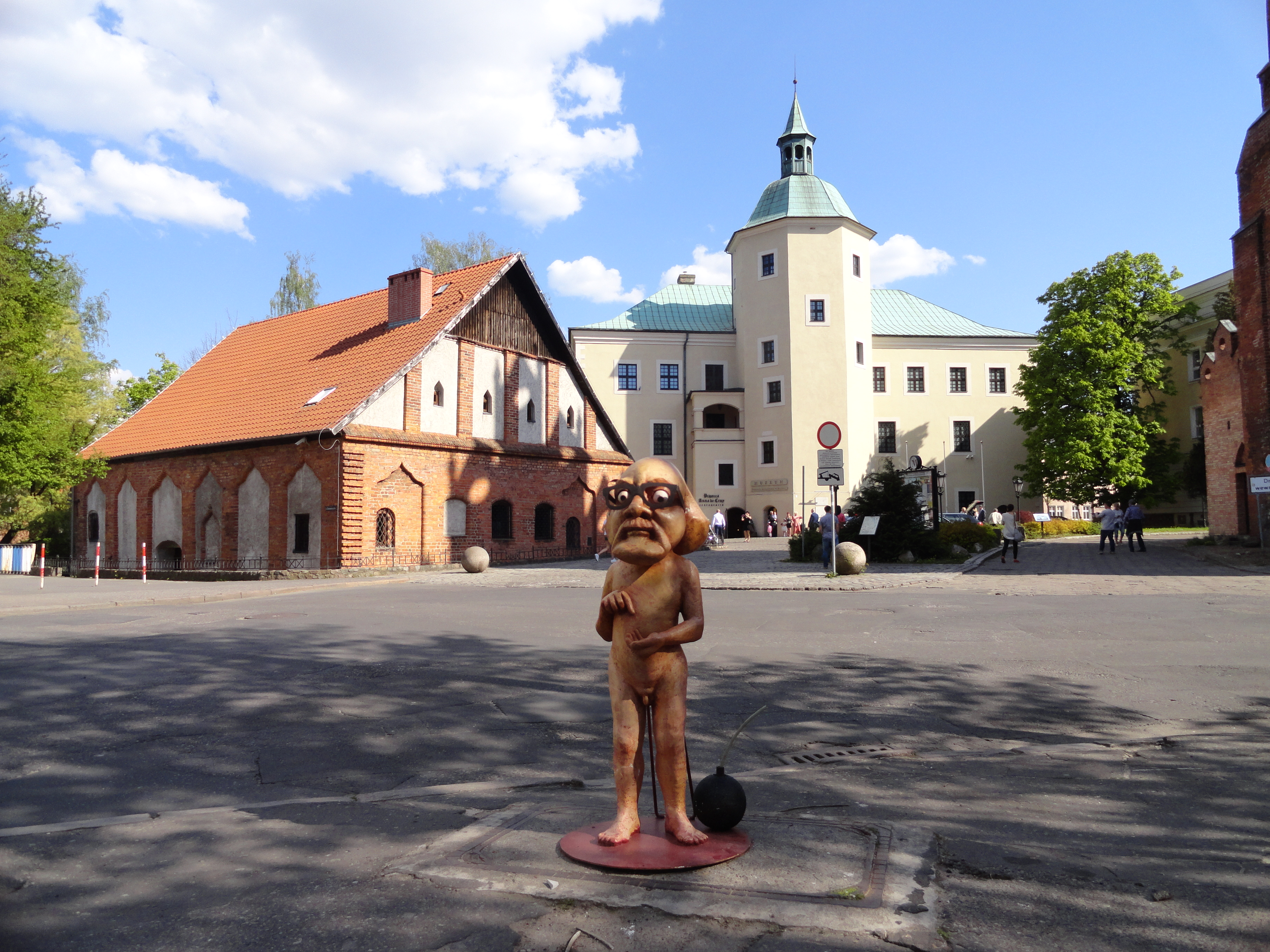
Влапко в Слупске, Польша
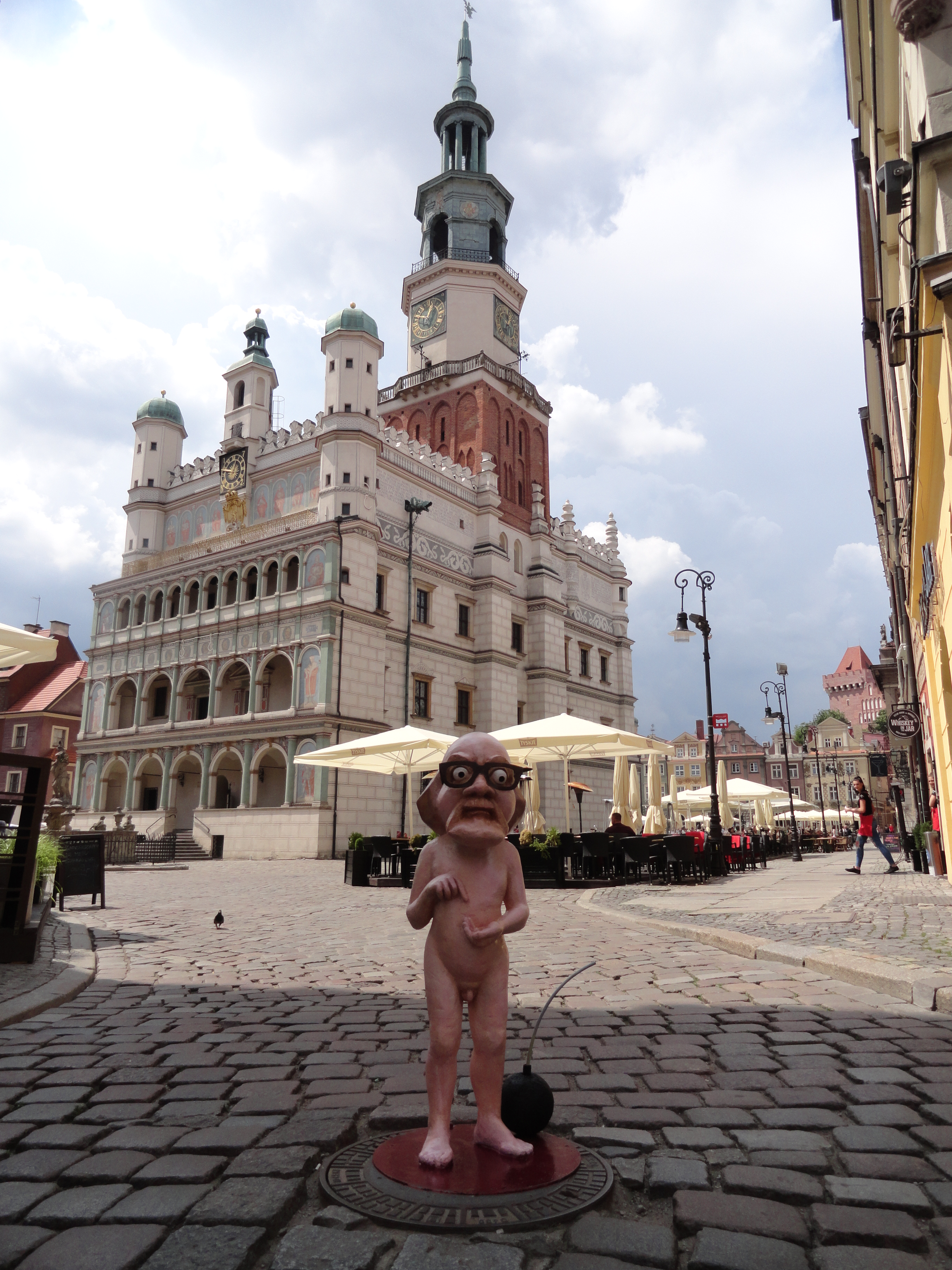
Влапко в Познани, Польша
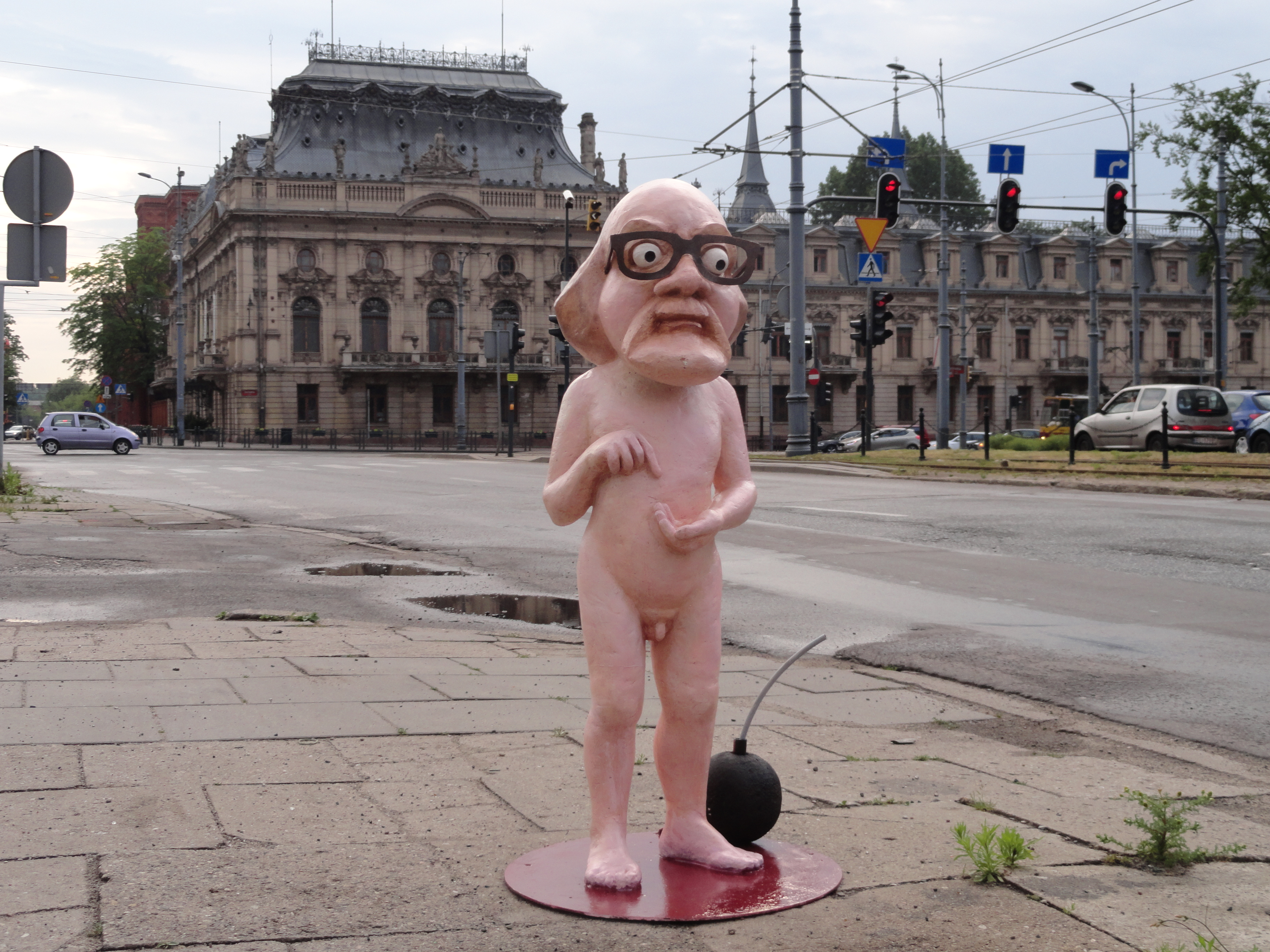
Влапко в Лодзи, Польша
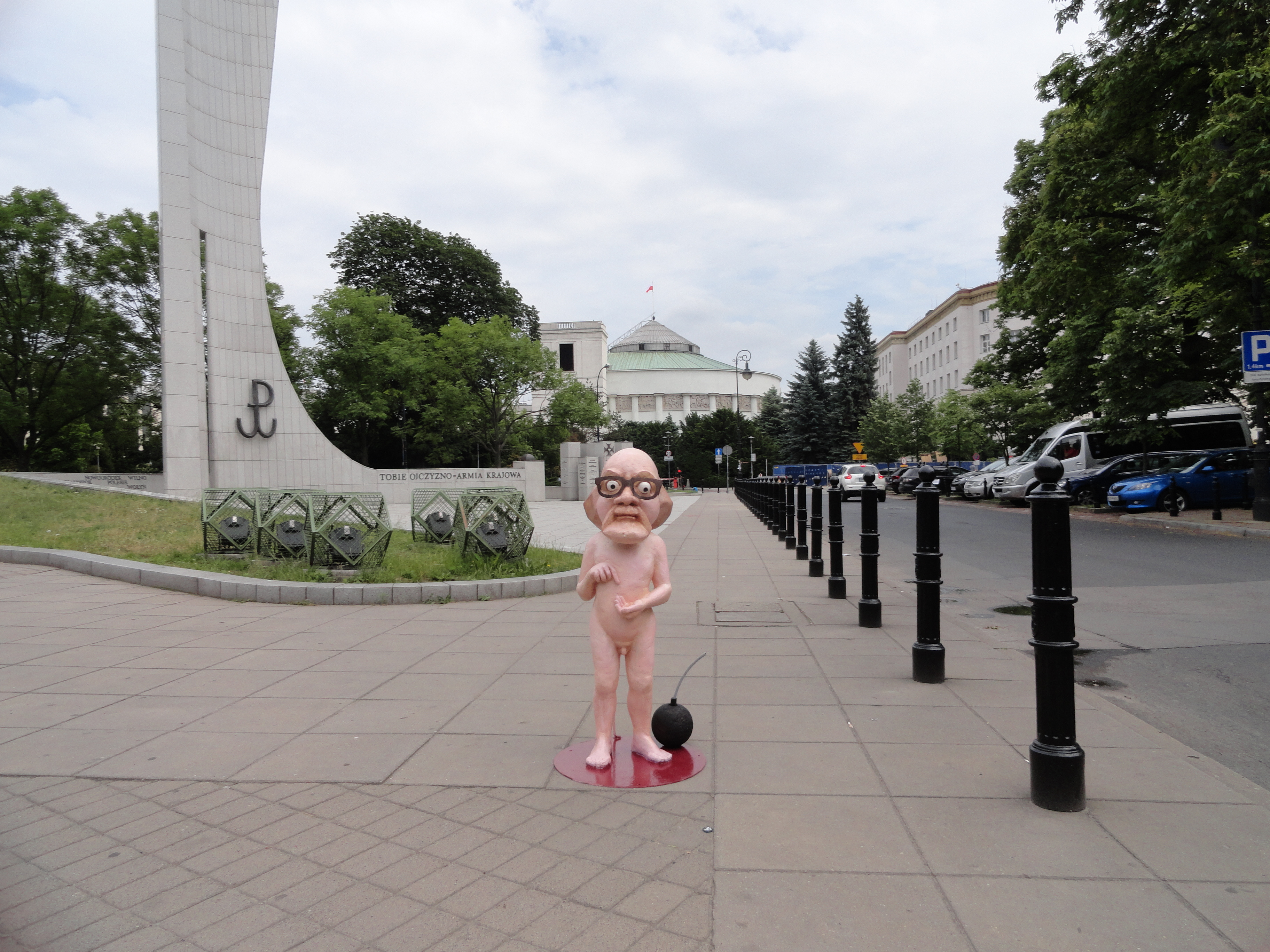
Влапко в Варшаве, Польша
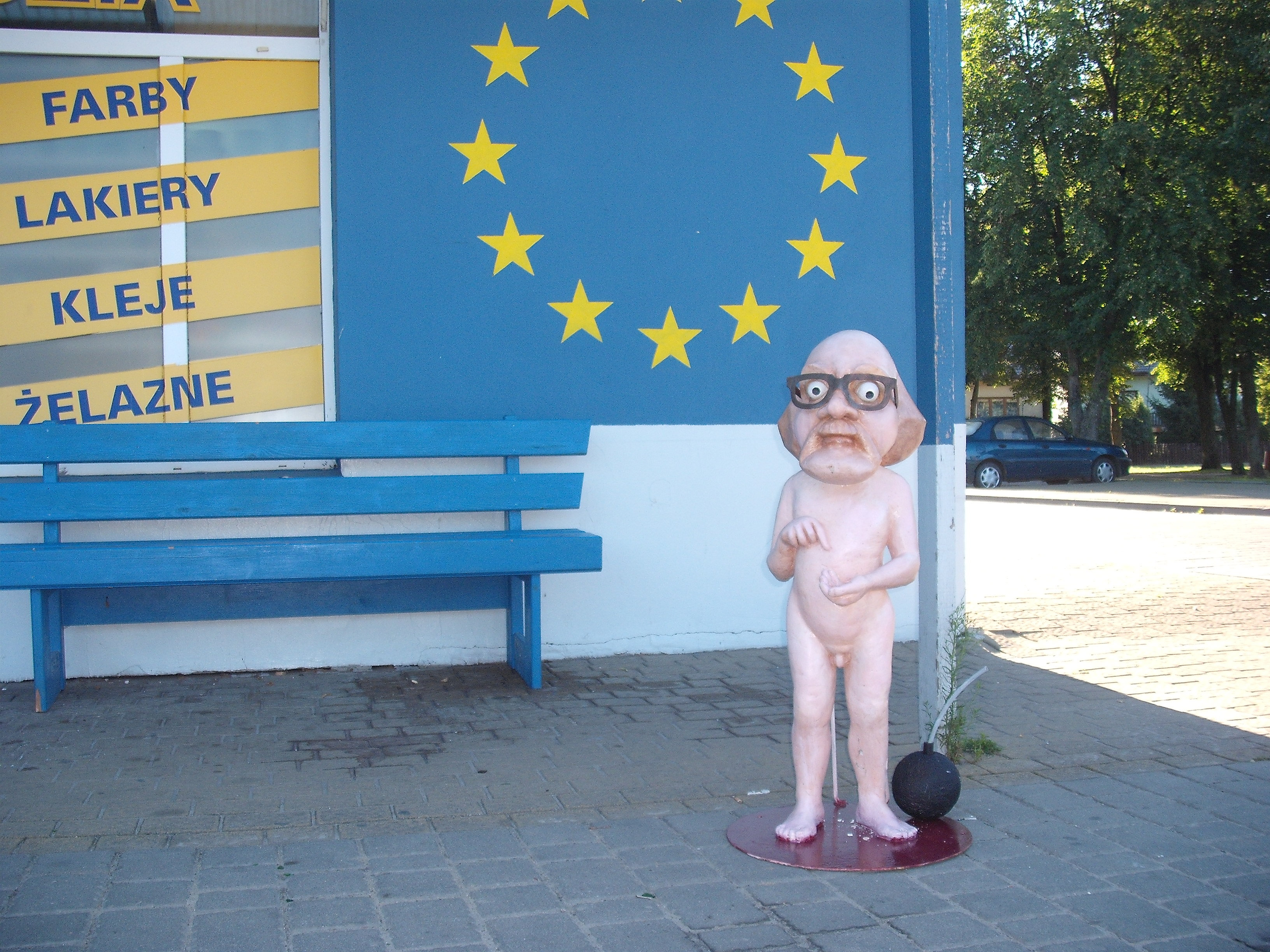
Влапко в Иерусал, (Wilkowyje), Польша
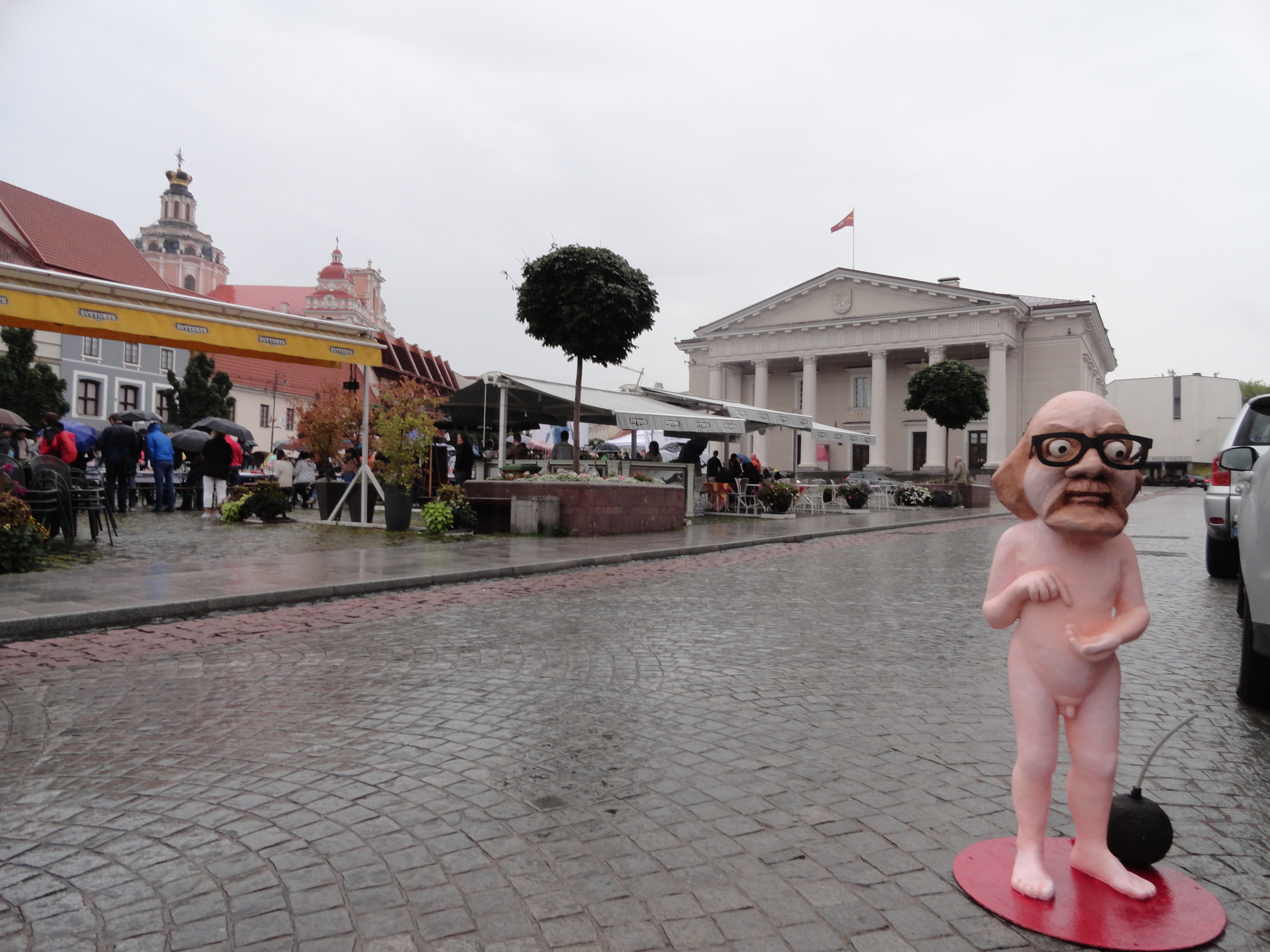
Влапко в Вильнюс, Литва
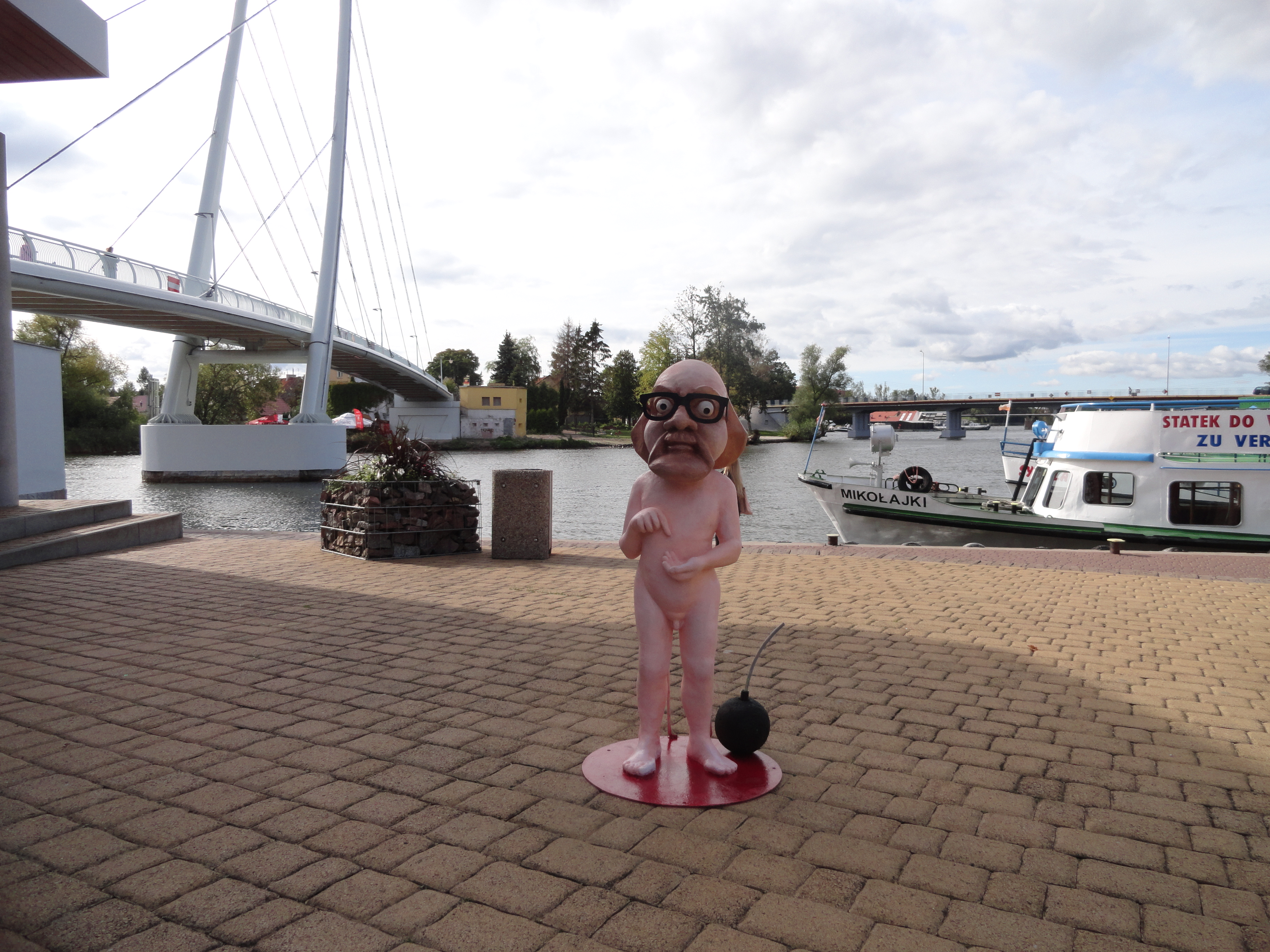
Влапко в Миколайки, Польша
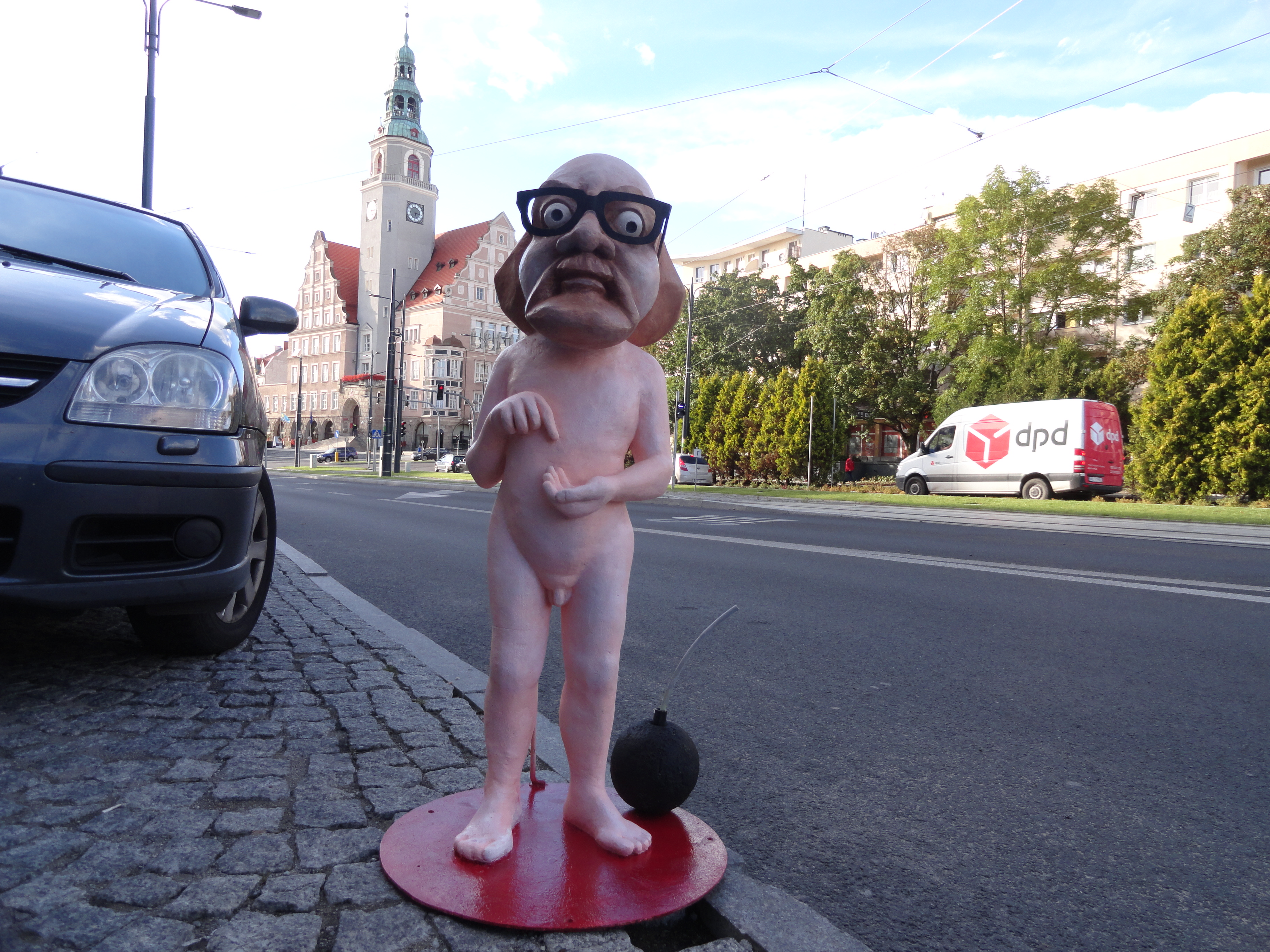
Влапко в Ольштын, Польша
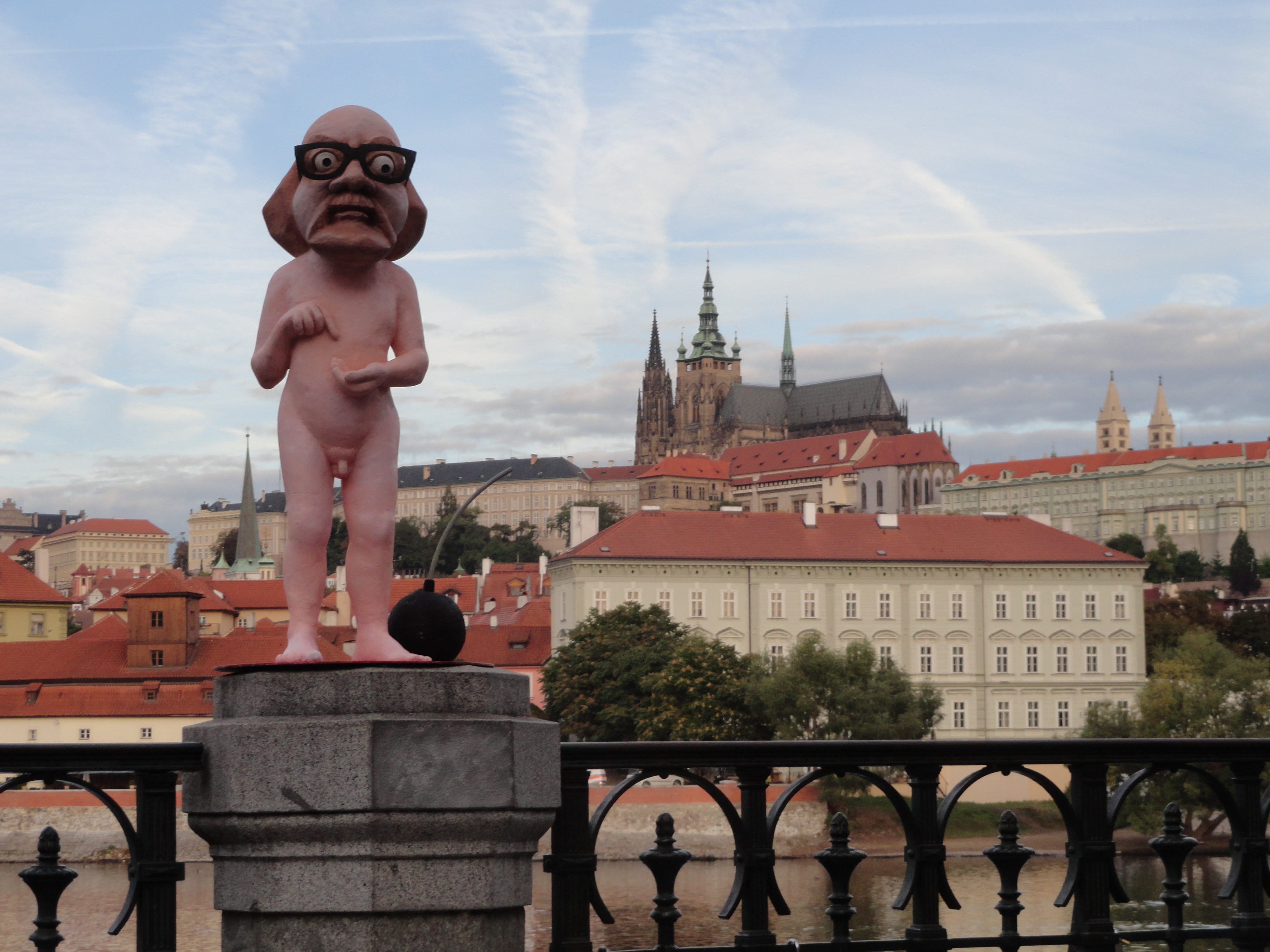
Влапко в Прагe, Чешская Республика
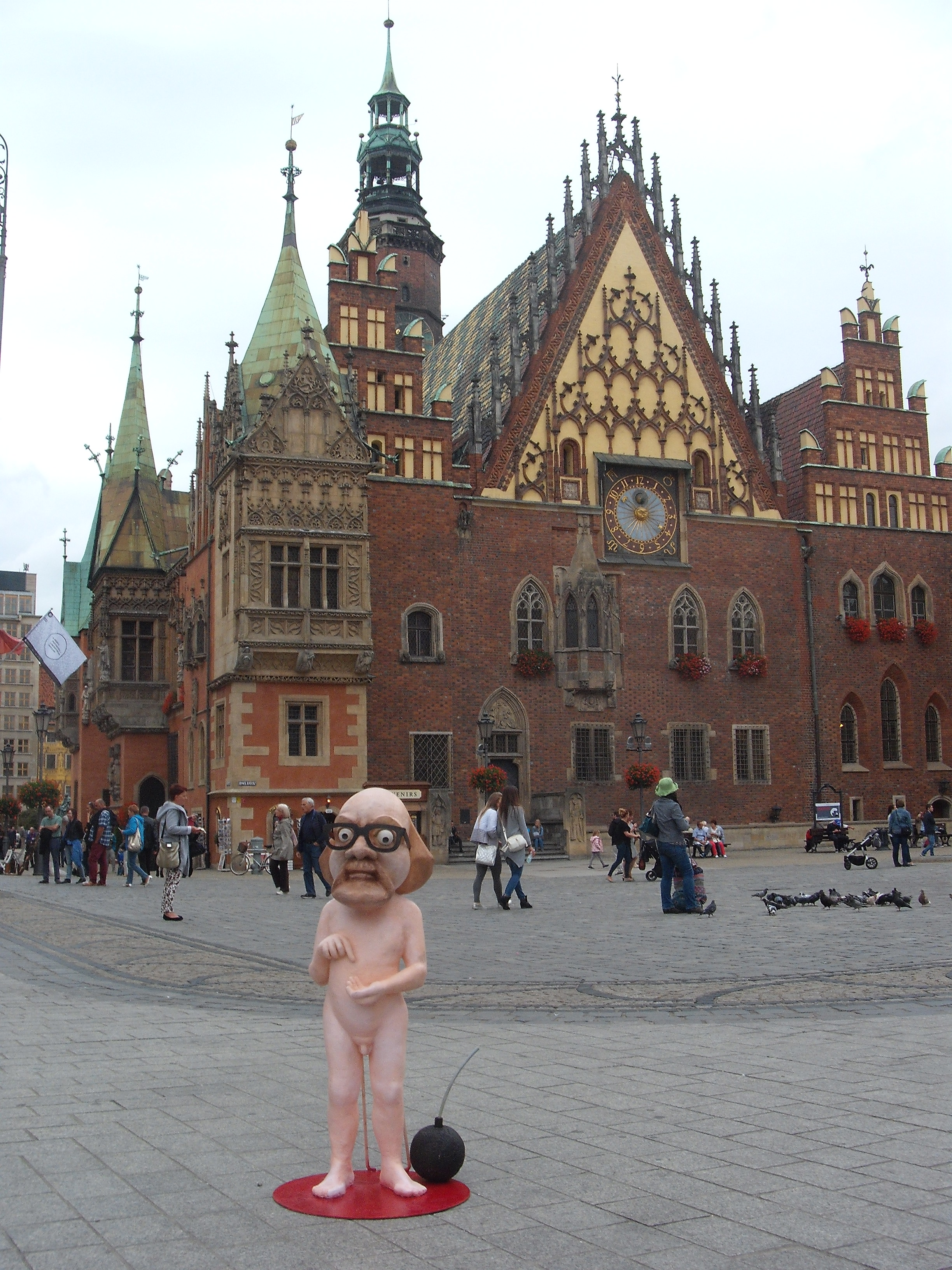
Влапко во Вроцлаве, Польша
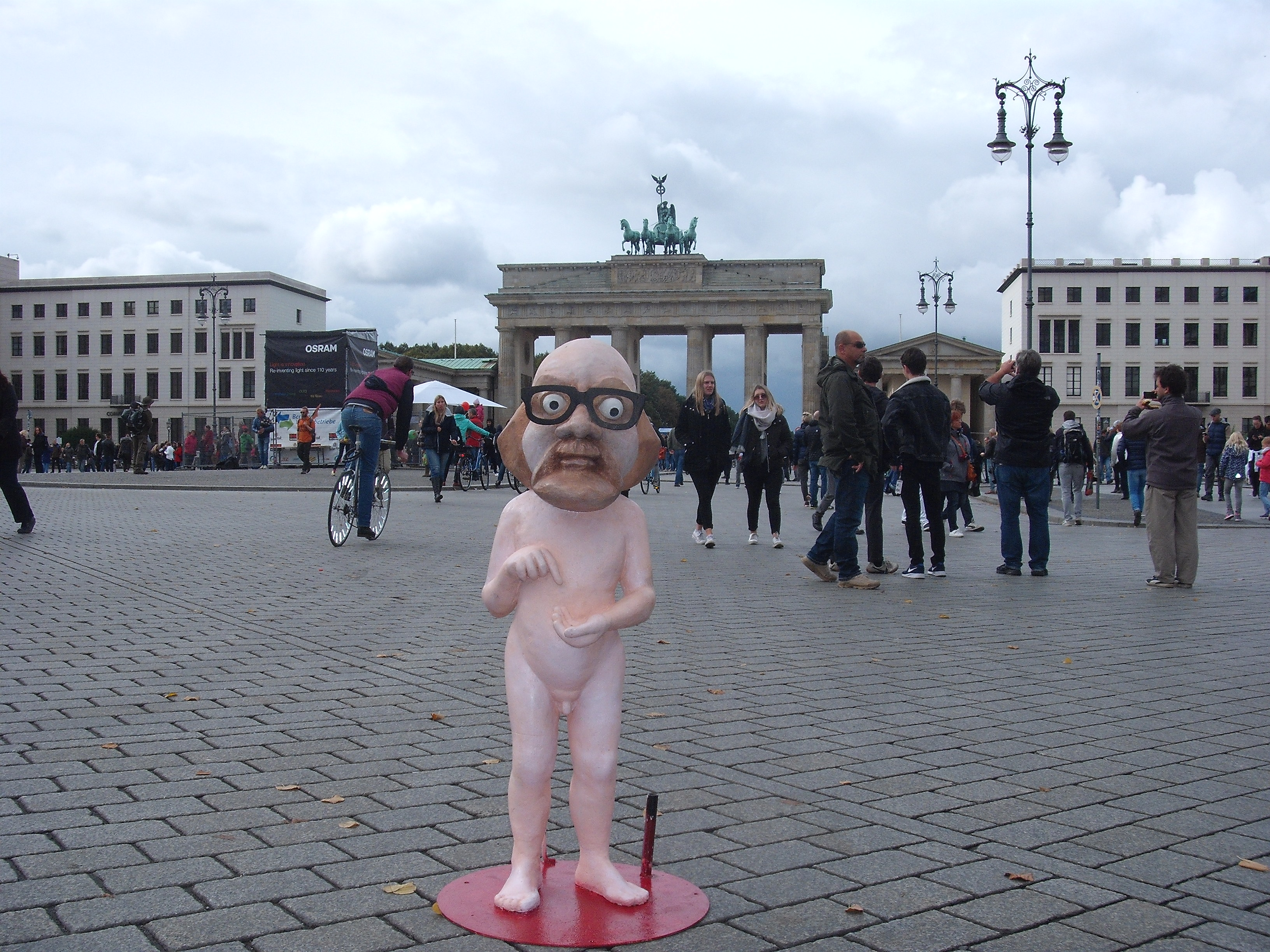
Влапко в Берлине, Германия
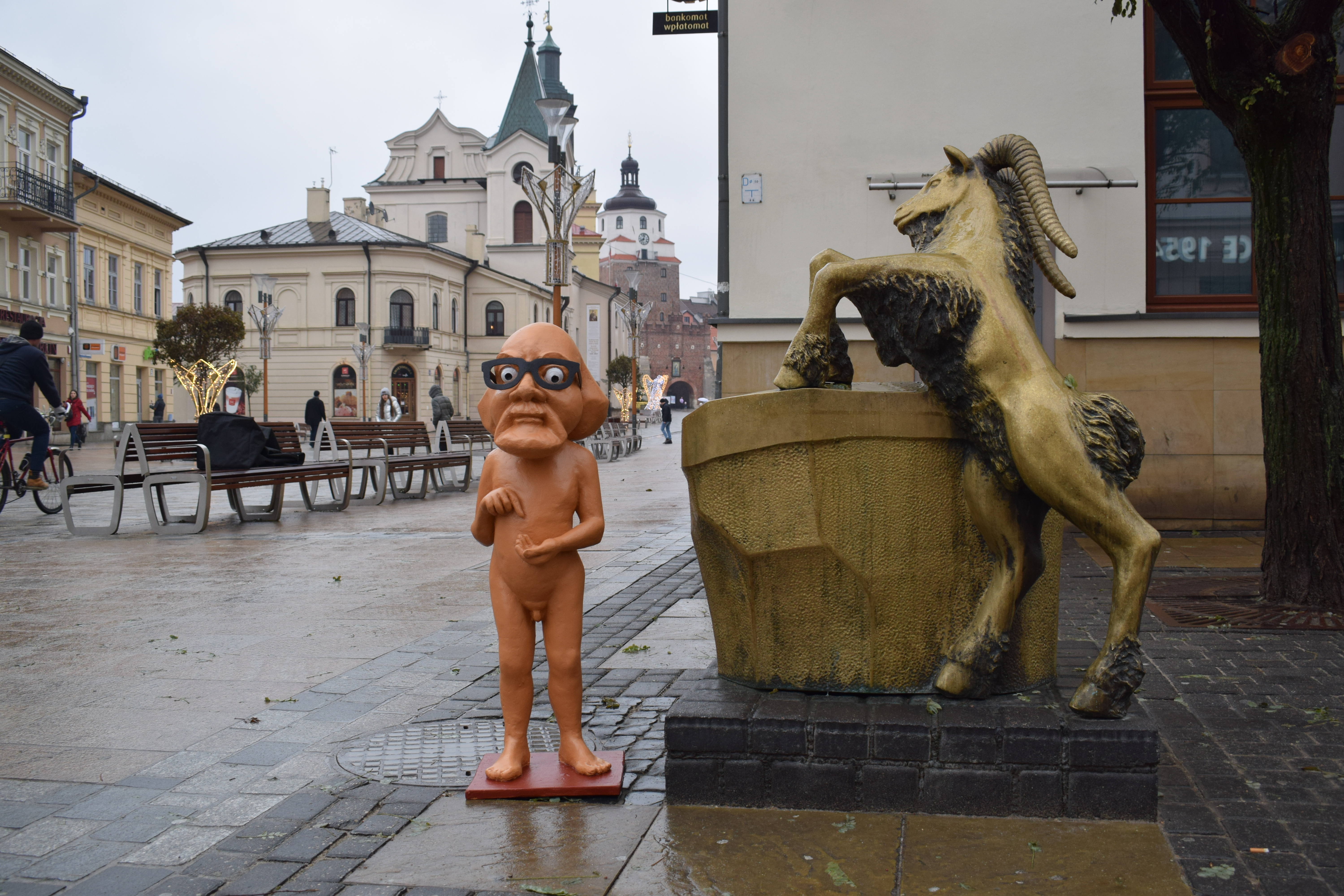
Влапко в Люблин, Польша